# Ted Langlois
John Theodore Langlois, genannt Tad Langlois (* 25. Januar 1968 in Paterson, New Jersey) ist ein ehemaliger US-amerikanischer Skispringer.
Sein internationales Debüt gab Langlois bei den Olympischen Winterspielen 1988 in Calgary. Dort erreichte er von der Großschanze den 50. Platz. Im Teamspringen wurde er gemeinsam mit Mark Konopacke, Dennis McGrane und Mike Holland am Ende Zehnter. Am 30. Dezember 1988 gab Langlois sein Debüt im Skisprung-Weltcup. In Oberstdorf sprang er beim Auftakt zur Vierschanzentournee 1988/89 auf den 65. Platz. Bei der Nordischen Skiweltmeisterschaft 1989 in Lahti konnte er von der Normalschanze auf den 62. und von der Großschanze auf den 48. Platz springen. Bei der ein Jahr später stattfindenden Skiflug-Weltmeisterschaft in Vikersund flog Langlois auf den 44. Platz. Trotz weiterhin erfolgloser Springen ohne Gewinn von Weltcup-Punkten, gehörte Langlois zum Aufgebot für die Olympischen Winterspiele 1992 in Albertville. Dort lag er am Ende des Springens von der Normalschanze punktgleich mit dem Japaner Jirō Kamiharako und dem Schweden Magnus Westman auf dem 28. Platz. Von der Großschanze sprang er auf den 48. Platz und mit dem Team wurde er am Ende Zwölfter. Durch die Einführung des neuen Weltcup-Punkte-Systems, welches nun Punkte bis Platz 30 vorsah, gelang es ihm am 12. Dezember 1993 in Planica erstmals, mit dem 22. Platz Weltcup-Punkt zu gewinnen. Eine Woche später erreichte er in Engelberg mit dem 6. Platz sein höchstes Einzelresultat. Bei den Olympischen Winterspielen 1994 in Lillehammer sprang er von der Normalschanze auf den 33. und von der Großschanze auf den 35. Platz. Im Teamspringen wurde er mit der Mannschaft Elfter. Nachdem er kurz darauf die Weltcup-Saison 1993/94 mit einem 18. Platz bei der Skiflug-Weltmeisterschaft 1994, welche als Weltcup gewertet wurde, abschloss, konnte er am Ende den 38. Platz in der Weltcup-Gesamtwertung belegen. Kurz zuvor begann er jedoch parallel zum Weltcup auch mit dem Springen im Skisprung-Continental-Cup. Jedoch blieb Langlois auch in dieser Serie weitestgehend erfolglos. Seine aktive Skisprungkarriere beendete er mit dem Start bei der Nordischen Skiweltmeisterschaft 1995 in Thunder Bay, wo er noch einmal den 36. Platz von der Normalschanze erreichte.